# Enguterothrix fuscipalpis
Enguterothrix fuscipalpis är en spindelart som beskrevs av Denis 1962. Enguterothrix fuscipalpis ingår i släktet Enguterothrix och familjen täckvävarspindlar.
Artens utbredningsområde är Uganda. Inga underarter finns listade i Catalogue of Life.